# Pression de sélection
 (février 2013).
Si vous disposez d'ouvrages ou d'articles de référence ou si vous connaissez des sites web de qualité traitant du thème abordé ici, merci de compléter l'article en donnant les références utiles à sa vérifiabilité et en les liant à la section « Notes et références ».

Différents modes de sélection naturelle selon la pression sélective exercée par les conditions environnementales. Au cours de l'évolution des stratégies de prédation, une pression évolutive (ici le repérage visuel par la proie de la coloration de la fourrure du loup) oriente la sélection naturelle en faveur des adaptations (ici le camouflage du loup en fonction du milieu) qui permettent de favoriser la prédation, laquelle à son tour exerce une pression de sélection en faveur de différents types de défenses anti-prédation.

Dans la théorie de l'évolution, le concept de pression de sélection désigne un phénomène qui se traduit par une évolution des espèces vivantes soumises à certaines contraintes environnementales. De façon imagée, on peut voir ces contraintes environnementales comme une force qui « pousse » l'espèce à se transformer dans une direction donnée, d'où le terme de pression.
On peut distinguer deux principaux types de pressions de sélection :
- les pressions de sélection exercées par les autres êtres vivants appartenant à l'écosystème dites pressions biotiques (prédateur, parasite, compétiteur), facteurs déterminants dans l'hypothèse de la Reine rouge ;
- les pressions de sélection dues à des facteurs non vivants (comme la composition chimique de l'environnement, la température, etc.) dites pressions abiotiques.

Les conditions extrêmes de vie dans le désert sont un exemple de pression de sélection abiotique : les espèces qui occupent cette niche écologique sont celles qui ont développé par exemple des mécanismes de régulation de la température interne du corps. Elles sont adaptées et sont relativement protégées à la chaleur et à la déshydratation.
Les solutions auxquelles ont abouti les différentes espèces soumises à des pressions de sélection identiques sont parfois si analogues que l'on parle de convergence évolutive. C'est le cas par exemple du profil hydrodynamique très similaire des requins et des dauphins : alors que les premiers sont des poissons cartilagineux, les seconds sont des mammifères marins, ces deux groupes d'espèces sont soumis à des pressions de sélection similaires qui favorisent les individus se déplaçant de façon la plus efficace dans le milieu aquatique.
A posteriori, les pressions de sélection se reflètent dans les adaptations que présente une espèce donnée au cours de son évolution. Il faut toutefois garder à l'esprit que ce sont les individus qui sont soumis à des pressions de sélection et non l'espèce en elle-même, ce qui reviendrait à une forme de sélection de groupe. De fait, les pressions de sélection peuvent être intra-espèce, i.e., entre individus d'une même espèce. C'est par exemple le cas dans la sélection sexuelle : une pression de sélection importante et relativement répandue chez les vertébrés se manifeste par une tendance pour les mâles à augmenter leur masse corporelle, en effet les individus mâles les plus gros ont davantage de succès reproductif.
Enfin, il faut signaler que les multiples pressions de sélection qui s'exercent sur les individus d'une espèce peuvent avoir des effets antagonistes. La sélection sexuelle favorise par exemple les paons mâles porteurs d'une queue exubérante mais la sélection naturelle, via la menace des prédateurs, favorise au contraire les individus les plus à même de se déplacer efficacement et de se dissimuler dans l'environnement.
La pression de sélection est utilisée en microbiologie notamment en transgenèse. La sélection des cellules transformées, à l'aide par exemple, d'éléments discriminants inclus dans le transgène. Ainsi, en introduisant un gène de résistance à un antibiotique dans le plasmide et en mettant les bactéries transformées en contact avec l'antibiotique concerné, ne survivront que les bactéries ayant reçu le transgène : la présence de l'antibiotique est une pression de sélection abiotique qui sélectionne les bactéries ayant reçu le transgène.